# Ceylonosticta bine
Ceylonosticta bine is een libellensoort uit de familie van de Platystictidae, onderorde juffers (Zygoptera).
De wetenschappelijke naam van de soort is voor het eerst geldig gepubliceerd in 2010 als Drepanosticta bine door Bedjanic.